# Guriezo
Guriezo es un municipio de la comunidad autónoma de Cantabria (España). Limita al norte con los municipios de Castro-Urdiales y Liendo, al este con Castro-Urdiales, al sur con Vizcaya (País Vasco) y al oeste con Ampuero y Rasines. Tanto Guriezo como Rasines suponen una vía importante de comunicación con el enclave cántabro de Valle de Villaverde situado en el País Vasco.

## Geografía
Integrado en la comarca de Asón-Agüera, su capital, El Puente, se sitúa a 61 kilómetros de la capital cántabra. El término municipal está atravesado por la autovía del Cantábrico (A-8), por la carretera nacional N-634 entre los pK 258 y 260, por la carretera autonómica CA-151, que recorre el valle del Agüera, y por carreteras locales que permiten la comunicación con Castro-Urdiales y Ampuero.
Es un municipio situado en la zona oriental de Cantabria, en el valle bajo del río Agüera (que lo cruza de sur a norte). Las montañas que limitan el valle del Agüera, le separan, por el este, del valle de Sámano y, por el oeste del valle de Asón. El Agüera, en su paso por Guriezo, recibe varios arroyos que atraviesan los poblados, el del Remendón aloja al embalse del Juncal que, con una central hidroeléctrica, proporciona agua a regiones limítrofes; Cercano ya a la costa, el río se convierte en El Pontarrón, en ría de Oriñón.
La altitud oscila entre los 748 metros al sureste (pico Betayo), en el límite con Castro-Urdiales y Arcentales, y el nivel del mar cerca de la desembocadura del Agüera. La capital municipal se alza a 23 metros sobre el nivel del mar.
| Noroeste: Liendo  | Norte: Castro-Urdiales | Nordeste: Castro-Urdiales     |
| Oeste: Ampuero    |                        | Este: Castro Urdiales         |
| Suroeste: Rasines | Sur: Trucios (Vizcaya) | Sureste: Arcentales (Vizcaya) |

### Cursos fluviales
El municipio está situado en el valle del río Agüera que lo atraviesa de sur a norte y recibe las aportaciones de sus principales afluentes, ríos Remendón, Andino y Rioseco, a lo largo de su recorrido por Guriezo.
Uno de los afluentes del mencionado río, el río Chirlía, está represado en el embalse de El Juncal.

## Historia
Este fértil y comunicado valle ha sido habitado desde remotos tiempos y hay vestigios de ello (monumentos megalíticos nos han dejado en sus cumbres). Se sabe que, aquí, fueron fronterizos autrigones y cántabros y la cercanía a Castro, hace sospechar, también, de la presencia de los romanos. Noticias más concretas se tienen ya desde el medievo, por lo que se sabe que, en la Alta Edad Media, perteneció, junto a varios municipios de la Cantabria Oriental, a la Merindad de Vecio y que, avanzado el medievo, vivieron conflictos feudales, de linajes poderosos, en la zona de los Marroquín, los Negrete, o los Boar. Como otros vecinos, en la Edad Moderna, también Guriezo se integró en el Corregimiento de las Cuatro Villas de la Mar. Además, en esta época, se fue dividiendo en múltiples barrios a lo largo del Valle, y los linajes nobles organizaban, en asambleas, los Concejos. Y como otros municipios, en el año 1822, se unifican y se convierten en el municipio constitucional, que es hoy. Su partido judicial está, en la actualidad, en Castro Urdiales.
En el siglo XIX se instaló aquí, con capital vizcaíno, un alto horno que fue de los primeros de la península que fue origen de los Altos Hornos de Vizcaya.

## Demografía
Guriezo cuenta con una población de 2458 habitantes (INE 2024).

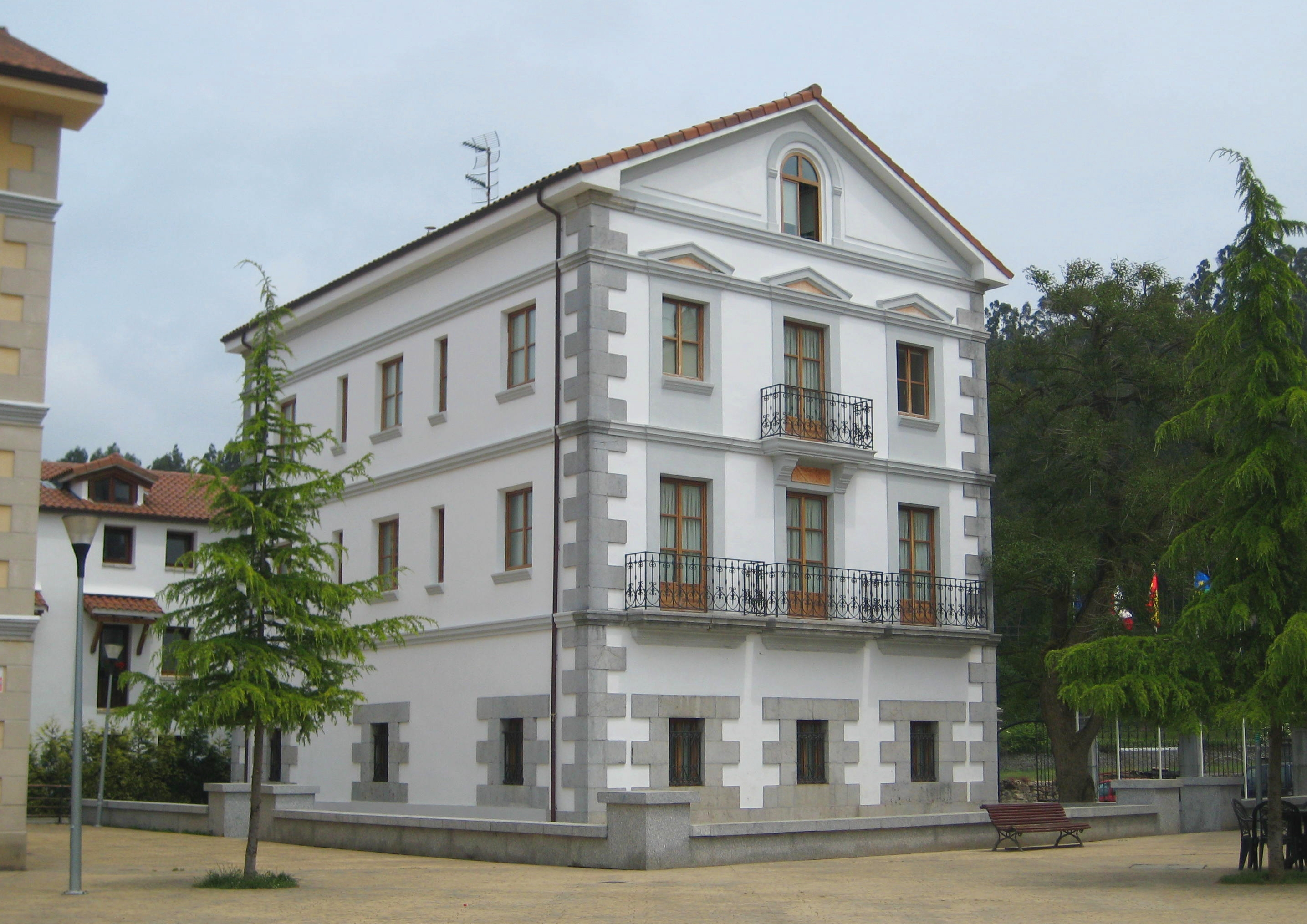
Ayuntamiento de Guriezo

| Gráfica de evolución demográfica de Guriezo entre 1842 y 2021                                                       |
| |
| Población de derecho según los censos de población del INE Población de hecho según los censos de población del INE |

## Administración y política

### Gobierno municipal
Ángel Llano Escudero (Partido Regionalista de Cantabria) es el actual alcalde del municipio.
| Periodo   | Nombre                 | Partido | Partido                                  |
| --------- | ---------------------- | ------- | ---------------------------------------- |
| 2003-2007 | Adolfo Izaguirre Ruiz  |         | Partido Regionalista de Cantabria (PRC)  |
| 2007-2011 | Felipe Garma Rodríguez |         | Partido Popular (PP)                     |
| 2011-2019 | Narciso Ibarra Garay   |         | Partido Socialista Obrero Español (PSOE) |
| 2019-act. | Ángel Llano Escudero   |         | Partido Regionalista de Cantabria (PRC)  |

| Partido político                         | 2023  | 2023  | 2023       | 2019  | 2019  | 2019       | 2015  | 2015  | 2015       | 2011  | 2011  | 2011       | 2007  | 2007  | 2007       | 2003  | 2003  | 2003       |
| Partido político                         | Votos | %     | Concejales | Votos | %     | Concejales | Votos | %     | Concejales | Votos | %     | Concejales | Votos | %     | Concejales | Votos | %     | Concejales |
| Partido Regionalista de Cantabria (PRC)  | 620   | 41,89 | 6          | 593   | 40,81 | 5          | 521   | 35,86 | 5          | 702   | 46,09 | 6          | 680   | 46,96 | 5          | 648   | 47,89 | 5          |
| Cantabria Distinta                       | 255   | 17,22 | 2          | —     | —     | —          | —     | —     | —          | —     | —     | —          | —     | —     | —          | —     | —     | —          |
| Partido Popular (PP)                     | 226   | 15,27 | 2          | 268   | 18,44 | 2          | 311   | 21,4  | 2          | 571   | 37,49 | 4          | 472   | 32,6  | 4          | 346   | 25,57 | 2          |
| Somos Guriezo                            | 162   | 10,94 | 1          | 214   | 14,73 | 2          | —     | —     | —          | —     | —     | —          | —     | —     | —          | —     | —     | —          |
| Partido Socialista Obrero Español (PSOE) | 96    | 6,48  | 0          | 101   | 6,95  | 1          | 118   | 8,12  | 1          | 139   | 9,13  | 1          | 130   | 8,98  | 1          | 115   | 8,5   | 0          |
| Vecinos x Guriezo                        | 61    | 4,12  | 0          | 192   | 13,21 | 1          | —     | —     | —          | —     | —     | —          | —     | —     | —          | —     | —     | —          |
| Vox                                      | 38    | 2,56  | 0          | —     | —     | —          | —     | —     | —          | —     | —     | —          | —     | —     | —          | —     | —     | —          |
| Ciudadanos (CS)                          | —     | —     | —          | 69    | 4,75  | 0          | —     | —     | —          | —     | —     | —          | —     | —     | —          | —     | —     | —          |
| Compromiso por Cantabria (CxC)           | —     | —     | —          | —     | —     | —          | 399   | 27,46 | 3          | —     | —     | —          | —     | —     | —          | —     | —     | —          |
| Partido Alternativo de Guriezo (PALGUR)  | —     | —     | —          | —     | —     | —          | 84    | 5,78  | 0          | —     | —     | —          | —     | —     | —          | —     | —     | —          |
| Centro Democrático Liberal (CDL)         | —     | —     | —          | —     | —     | —          | —     | —     | —          | 83    | 5,45  | 0          | 142   | 9,81  | 1          | —     | —     | —          |
| Unidad Cántabra (UCn)                    | —     | —     | —          | —     | —     | —          | —     | —     | —          | —     | —     | —          | —     | —     | —          | 235   | 17,37 | 2          |

### Orgnaización territorial
El municipio agrupa, más que a pueblos, a un conjunto de barrios dispersos, que son un total de 24. El Puente es su capital administrativa y el barrio más poblado. Una zona bella, cercana a la costa, a Laredo y Castro Urdiales, y muy bien comunicada puesto que la carretera que bordea el río la une, también, fácilmente, por el sur, con municipios de Vizcaya como Trucíos y Carranza. Sus localidades son las siguientes:
| - Adino - Agüera - Angostina - Balbacienta - Cabaña La Sierra - Carazón - La Corra - Francos | - Landeral - Lendagua - Llaguno - El Llano - Lugarejos - La Magdalena - Nocina - Pomar | - El Puente (capital) - Ranero - Revilla - Rioseco - Santa Cruz - Torquiendo - Trebuesto - Tresagua |

### Justicia
El municipio pertenece al partido judicial de Castro Urdiales (partido judicial n.º 8 de Cantabria).
En abril de 2017, el Tribunal Superior de Justicia de Cantabria nombra como juezas de paz titular y sustituta de Guriezo a Nerea Sierra Zuloaga y Adriana Santelices Vitoria, respectivamente.

## Economía
De acuerdo con la Contabilidad Regional que realiza el Instituto Nacional de Estadística, en el año 2014 la renta per cápita de Guriezo era de 11 119 euros por habitante, por debajo de la media regional que se sitúa en 13 888 € y la estatal (13 960 €).
En su economía, las actividades agropecuarias, aunque han perdido mucho peso, aún se mantienen por encima de la media cántabra. La industria y la construcción, como ocurre en municipios cercanos, han aumentado sus activos y se mantienen en la media de la región. Y como en ella, también el sector terciario, el de servicios, ha crecido, superando bastante el 50% de la dedicación de sus gentes, debido sin duda al turismo de la época estival.

## Servicios

### Energía y abastecimiento
El embalse de El Juncal situada en la cabecera del río Chirlía, afluente del río Agüera fue construido para la producción de energía eléctrica y, posteriormente, es usado por la Autovía del Agua para abastecer de agua potable a Castro Urdiales.

### Educación
Dispone de un colegio público de educación infantil y primaria denominado CEIP Nuestra Señora de las Nieves (patrona del municipio) ubicado en el barrio de La Magdalena.
En el barrio de Rioseco se conserva el edificio del colegio fundado por Modesto Ubilla Nuñez, inaugurado en septiembre de 1930 y cerrado definitivamente en 1985. Inicialmente, era un colegio para niños de cuya educación se encargaron los hermanos Maristas hasta la Guerra Civil, momento en el que abandonaron el centro. En el año 1949, se reabrió por las Hijas de María Santísima del Huerto pero esta vez destinado a la educación de niñas, hasta su cierre en 1985. Actualmente, tiene otros usos distintos: residencia de religiosas, centro parroquial, acogida de grupos, campamento de verano, etc.

### Sanidad
En El Puente se ubica un consultorio médico del Servicio Cántabro de Salud, perteneciente a la zona básica de salud La Barrera que, a su vez, se encuadra en el Área de Salud de Laredo. Estos servicios médicos se complementan con una farmacia situada en el mismo barrio.

### Transportes y comunicaciones

#### Red viaria
Por el término municipal de Guriezo discurren las siguientes vías pertenecientes a la Red de Carreteras del Estado:
- A-8: autovía del Cantábrico, entre los puntos kilométricos 160 y 161, aproximadamente y que se corresponde, casi en su totalidad, con el viaducto de Oriñón sobre la ría del mismo nombre. En dicho tramo se sitúa un acceso desde la carreteras N-634.
- N-634, entre los puntos kilométricos 158 y 160, aproximadamente, que se corresponde con la travesía del barrio El Pontarrón y el cruce sobre la ría de Oriñón.

También discurren las siguientes carreteras de la Red Primaria de Carreteras de Cantabria:
- CA-151: El Pontarrón de Guriezo - Agüera.

Y las siguientes carreteras de la Red Local:
- CA-510: Ampuero - Guriezo, desde el punto kilométrico 6,5 hasta el final de la vía en el barrio El Puente
- CA-511: Adino - El Puente
- CA-512: Acceso a Angostina
- CA-513: Acceso a Llaguno
- CA-520: Sámano - Guriezo, desde el punto kilométrico 6,5 hasta el final de la vía en el barrio El Puente
- CA-521: Acceso a Nocina

#### Transporte público
Guriezo está comunicado con la capital de Cantabria, Santander, y con las dos principales poblaciones de su entorno: Laredo y Castro-Urdiales por medio de las siguientes líneas de autobuses:
- Alsa: Santander - Castro Urdiales, por la N-634 con parada en El Pontarrón.
- Alsa: Laredo - Guriezo.
- Castrobus: Castro-Urdiales - Guriezo, hasta el barrio de Trebuesto.[15]

## Cultura

### Patrimonio

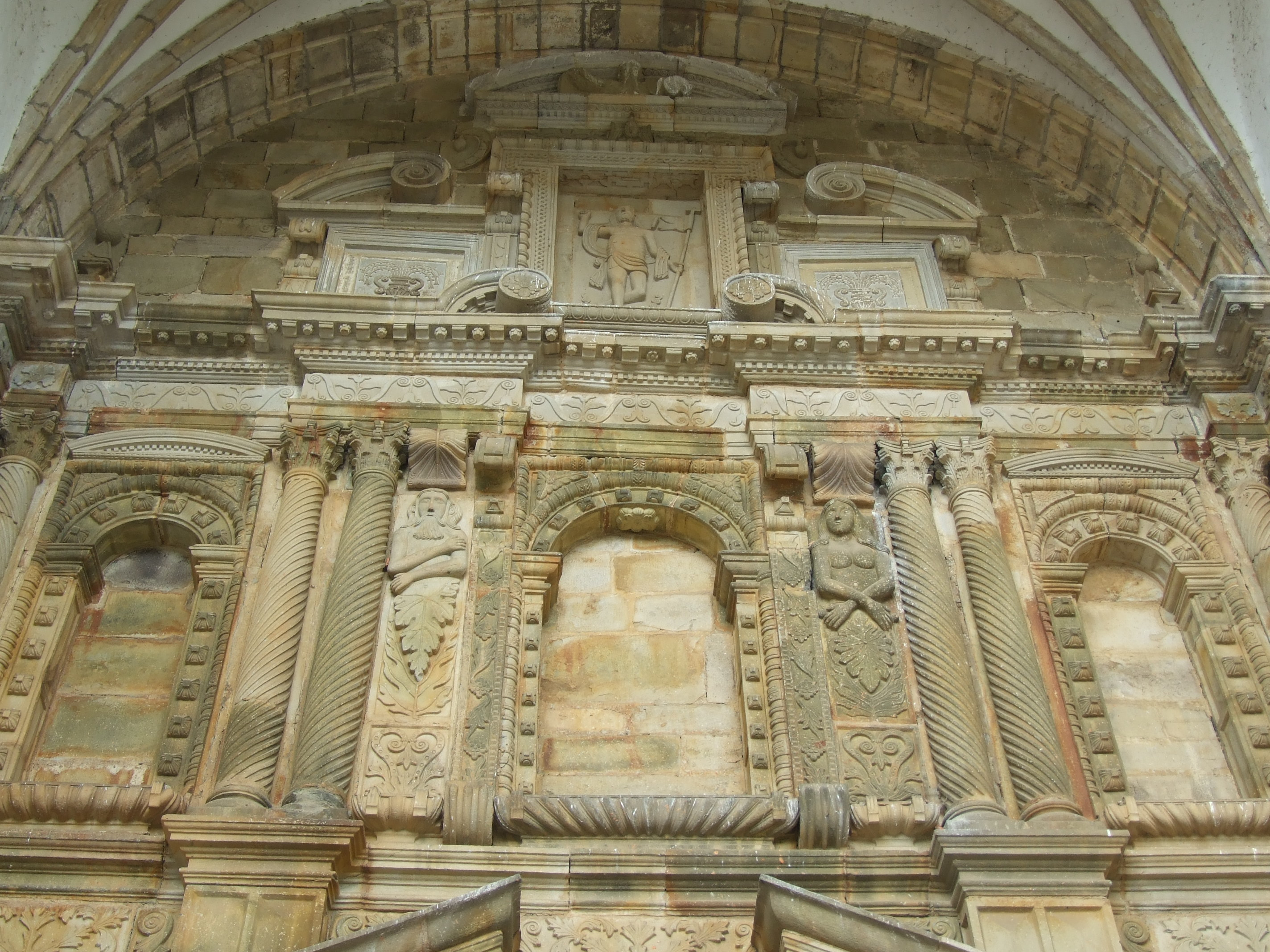
Portada de la iglesia de San Vicente de la Maza

Guriezo posee un variado patrimonio histórico-cultural. Dos son los bienes clasificados:
- Iglesia de San Vicente de la Maza, en Rioseco, bien de interés local con categoría de inmueble. Data de los siglos XVII-XVIII), tiene un gran pórtico y monumental portada-retablo.
- Iglesia de Santa Catalina, en Trebuesto, bien inventariado; data de los siglos XIII al XVIII.

Además, es interesante el entorno del pico de las Nieves, con vestigios megalíticos (menhir y túmulo) o en torno al embalse del Juncal, al sur, junto al macizo de Los Jorrios. También en las cumbres que lo separan de Castro y del Asón abundan restos de esa remota antigüedad. A ellos se unen algún resto medieval y bastantes de la Edad Moderna (unos religiosos y otros civiles).

### Patrimonio de la Humanidad
El municipio de Guriezo forma parte del recorrido del Camino de Santiago de la Costa, incluido en 2015 por la Unesco en la ampliación del Camino de Santiago en España a «Caminos de Santiago de Compostela: Camino francés y Caminos del Norte de España». El itinerario oficial a través de Guriezo queda descrito de la siguiente manera:

Sigue por ella (carretera N-634) hasta volver a pasar por debajo de la autovía A-8. En este punto, abandona la carretera principal por un desvío a mano izquierda y continúa por otra secundaria, paralela a aquélla, y que atraviesa el lugar del Pontarrón (Guriezo).

A mitad del recorrido entre Islares y este último pueblo, antiguamente se podía atravesar la ría del Agüera en la barca de Oriñón, localidad situada en la orilla opuesta.

Desde El Pontarrón el camino continúa hacia el Sur por la carretera CA-151 hasta llegar a Rioseco, dejando en un alto a mano izquierda, la iglesia parroquial de San Vicente. Desde este punto, la ruta toma un desvío a la derecha hasta alcanzar la ribera derecha del río Agüera. Sin cruzar el río, sigue hacia la izquierda, paralelo a la orilla, por un camino vecinal hasta alcanzar el siguiente puente, que lo atraviesa para llegar al barrio de Tresagua.
Desde aquí, el camino discurre por la carretera en dirección a la localidad de Lugarejos y, posteriormente, continúa en dirección noroeste por el antiguo camino de Liendo hasta el barrio de Iseca Nueva (Liendo)

.

### Patrimonio religioso
Además de los ya indicados, destacan los siguientes templos religiosos:
- San Sebastián (del siglo XVII), en Landeral, que imita a la iglesia de San Vicente de la Maza.
- San Juan (siglo XVII), en Agüera.
- La Magdalena (del siglo XVII), en La Magdalena.
- Existen además, varias ermitas (del siglo XV al XVIII), en el valle y en los altos, como por ejemplo la de Las Nieves.

### Patrimonio civil
Del patrimonio civil queda ya menos (hace poco, se han destruido dos torres del bajo medievo, para las nuevas construcciones). Algunos de los que aún existen:

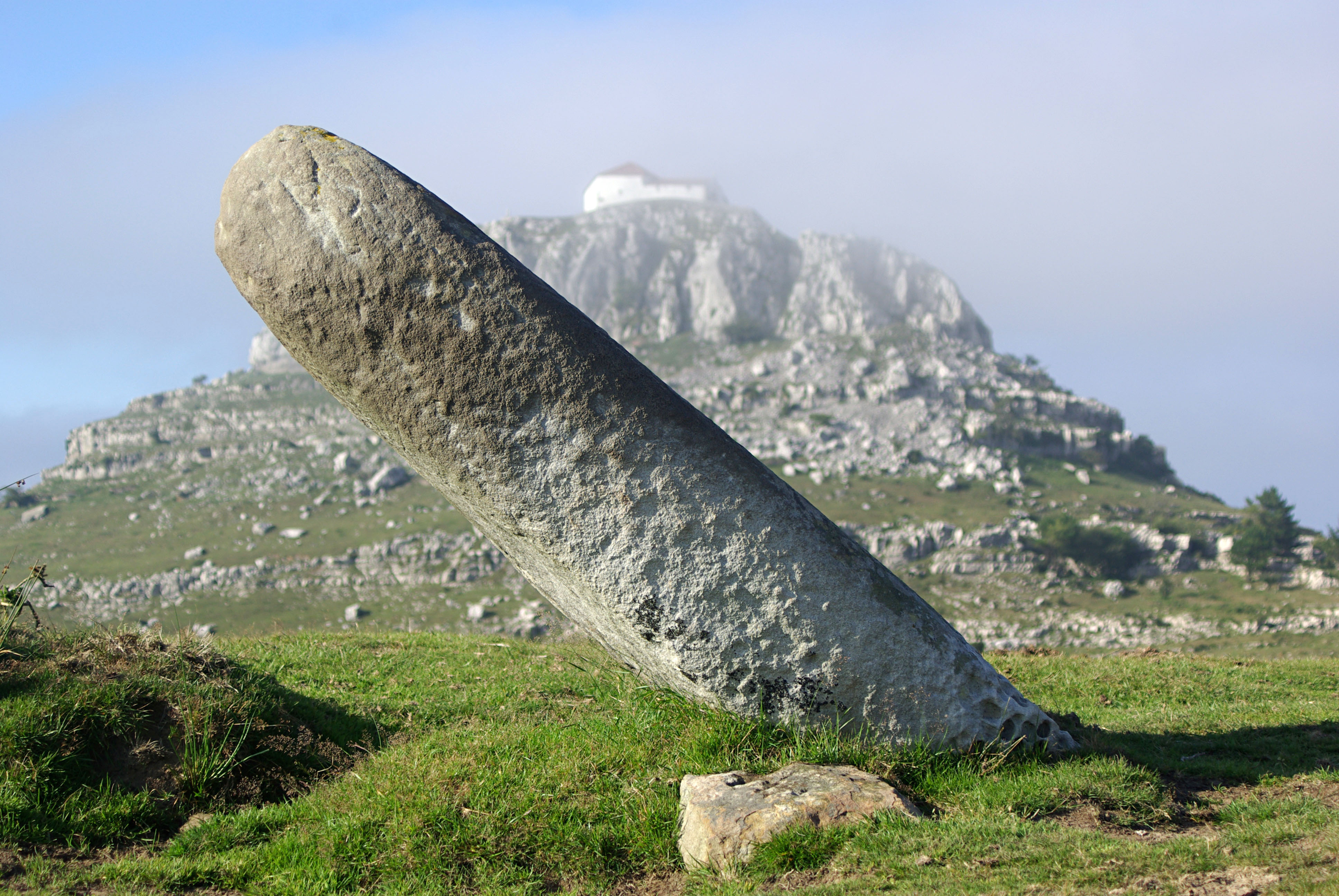
Guriezo

- GuriezoLa Casa-Torre de Arce (del siglo XV al XVII) en El Puente.
- La Casa Marroquín (del siglo XVII-XVIII), en La Magdalena.
- La Casa Machín (del siglo XVIII).
- El Ayuntamiento (de principios del siglo XX) en El Puente.
- El valle también tiene casas de arquitectura popular, en diversos poblados, aisladas o en núcleos, y que unen, a la casa tradicional montañesa, elementos vascos.
- Aún queda algún puente de otros siglos, atravesando el Agüera como el de La Gándara, en El Puente.
- Como muestra de otras ferrerías, perdura la de La Yseca (del siglo XIII-XVII), restaurada en el siglo XX, junto al río, y formando complejo con la Casona de los Marroquín.

### Equipamiento cultural
El edificio del antiguo ayuntamiento aloja la Casa de Cultura municipal que presta servicios de biblioteca y telecentro.
En el barrio de El Pontarrón y al borde de la carretera CA-151, se sitúa el albergue municipal para peregrinos El Pontarrón, fuera del trazado oficial del Camino de Santiago de la Costa.

### Festividades y eventos
- San Vicente Mártir, que se festeja el 22 de enero
- San Isidro Labrador, el 15 de mayo
- San Juan, el 24 de junio
- 29 de junio, San Pedro. Se celebra en El Puente
- 16/18 julio, Virgen del Pilar. Se festeja en Trebuesto
- 22 de julio, La Magdalena. Se festeja en La Magdalena
- Las Nieves, la patrona del pueblo, 5 de agosto
- El Cristo, 6 de agosto. Se festeja en el Puente
- San Mamés, el 7 de agosto
- San Lorenzo: el 10 de agosto. En Pomar
- San Bartolomé, el 24 de agosto se celebra en Landeral
- San Emeterio y San Celedonio: días 30 y 31 de agosto. En Rioseco
- La Merced: 24 de septiembre. En el Puente
- Primer domingo de septiembre, los Martinucos. Se celebra en Agüera

## Personas destacadas
- Francisco Marroquín Hurtado (1499-1563): primer obispo de Guatemala
- Modesto Ubilla Fernández (hijo predilecto)
- Víctor Picó García (hijo predilecto)
- Julián Torre Marroquín (1940-2012): cura obrero
- Isidro Nozal (1977): ciclista profesional
- Carlos Nozal (1981): ciclista profesional